# Сімейство 13
| Мінускул 13  | Мінускул 69   |
| Мінускул 124 | Мінускул 346  |
| Мінускул 543 | Мінускул 788  |
| Мінускул 826 | Мінускул 828  |
| Мінускул 983 | Мінускул 1689 |

Сімейство 13, також відоме як група Феррара (ƒ 13, фон Зоден називає групу I i), — це група рукописів грецьких Євангелій, що датуються 11-15 століттями, які мають особливий зразок варіантів читання — особливо розміщення притча про Ісуса та жінку, захоплену в перелюбі, в Євангелії від Луки, а не в Івана 7:53-8:11. Текст Євангелія від Луки 22:43-44 розміщений після Євангелія від Матвія 26:39. Текст Матвія 16:2b–3 відсутній. Вважається, що всі вони походять із втраченого великого рукопису Євангелія, ймовірно, 7 століття. Група отримала свою назву від minuscule 13, який зараз знаходиться в Парижі.
Група має спорідненість із сирійськими рукописами, яскравим прикладом яких є Євангеліє від Матвія 1:16, де група Феррара має те саме читання, що й куретонська сирійська мова.
Загальні характеристики Сімейства 13 спочатку були визначені в групі з чотирьох свідків (мінускули 13, 69, 124 і 346); але згодом цю категорію було розширено, і деякі органи влади перераховують тринадцять членів родини. До публікації «Грецьких рукописів Нового Заповіту» Рубена Свонсона в 1995 році Свонсон помилково визначив мінускул 1346 як член родини 13. Найбільш очевидною характеристикою групи є те, що ці рукописи розміщують Івана 7:53-8:11 після Луки 21:38 або в іншому місці Євангелія від Луки. Вивчаючи порівняльні стилі письма (палеографія), більшість рукописів цього Сімейства (за винятком Мінускул 69), здається, були написані писарями, які навчалися в Південній Італії.

## Історія
Текстолог Йоганн Якоб Веттштайн помітив близькість між мінускулами 13 і 69. Спорідненість між мінускулами 124 і 13 помітив Трешов, а подібність до мінускул 69 — Андреас Берч.
Перший опублікований звіт про Сімейство 13 з'явився в 1877 році в книзі, опублікованій Т. К. Ебботтом від імені його померлого колеги (і першовідкривача Сімейства 13), Вільяма Г'ю Феррара. Перед смертю Феррар зіставив чотири мінускули (грецький рукописний курсив), щоб остаточно продемонструвати, що всі вони мають спільне походження. Його робота " Зібрання чотирьох важливих рукописів Євангелій " стане першою науковою спробою виявити втрачений архетип цих чотирьох мініатюр.
Чотири мініатюри, зібрані Ферраром:
- Мінускул 13 (у Національній бібліотеці Франції в Парижі, Франція),
- Minuscule 69 (в Офісі графства Лестершир, Лестер, Великобританія),
- Мінускул 124 (у Відні, Австрія), і
- Мінускул 346 (у бібліотеці Амвросіана в Мілані, Італія).

Феррар сам транскрибував два з цих мінускулів, визнавши попередню транскрипцію 69, зроблену іншою особою, як достовірну та адекватну. Він прийняв виготовлену вручну копію 124 від доктора Черіані, консерватора Амброзіанської бібліотеки в той час. Результат його роботи показує, що члени Сімейства 13 справді, схоже, поділяють спільну модель характерних спільних читань, яких немає в інших рукописах.
У 1913 році робота текстолога Германа фон Зодена над грецьким Новим Заповітом, здається, підтвердила твердження, що це сімейство походить від спільного архетипу.
До 1941 року біблеїст і текстолог Кірсопп і його дружина Сільва Лейк звернули свою увагу на цю важливу групу рукописів. У своїй роботі над Євангелієм від Марка під назвою «Сімейство 13 (Група Феррара): текст згідно з Марком» сімейство характеризується як таке, що складається з 10 рукописів (13, 69, 124, 346, 543, 788, 826, 828, 983). і 1689 р.).
У цій монографії Лейкс ґрунтовно висвітлює все, що тоді було відомо про походження кожного з цих рукописів. Деякі з рукописів, які вважаються належними до Сімейства 13, мабуть, мають зв'язки з Калабрією в Південній Італії (mss 13, 124, 174, 230), а один — з Албанією (ms. 1689); рукописи 124 і 174 записані як такі, що були написані в Калабрії, і більшість членів родини записують менологій (вірші з Нового Завіту, упорядковані за місяцями) для калабрійських святих. Деякі члени родини мають загальний додатковий географічний матеріал, який, здається, походить з оригіналу 7-го століття.
У 1961 році Джейкоб Ґерлінгс опублікував три монографії (Матвія, Луки та Івана) про Сімейство, хоча деякі вчені вважають, що ця робота має серйозні методологічні проблеми.
Сьогодні сімейство імовірно складається щонайменше з чотирнадцяти членів (13, 69, 124, 174, 230, 346, 543, 788, 826, 828, 983, 1346, 1689 і 1709), хоча остання робота д-ра. Барбара Аланд, Клаус Вахтель та інші з Institut für neutestamentliche Textforschung у Мюнстері, Німеччина, мають на увазі, що деякі з цих членів родини більше схожі на більшість візантійських текстів, і тому їх взагалі не слід включати до цієї родини. Дослідження, нещодавно завершене за допомогою філогенетичного програмного забезпечення доктором Джеком Перріном (через егіду ITSEE — Інституту текстової науки та електронного редагування при Університеті Бірмінгема, Великобританія), узгоджується з висновками команди Мюнстера, що хоча албанські рукописи 1141 і 2900 рр. містять деякі показання F13, жодна з них не відповідає повним критеріям членства у F13. У своїй дисертації на цю тему Перрін перераховує поточних членів родини як GA 13, 69, 124, 346, 543, 788, 826, 828, 983 і 1689. Усі ці рукописи (за винятком 1689) містяться без перикопи Adulterae в Євангелії від Івана. Більшість із них переміщує уривок після Луки 21:38. Це узгоджується з історичними критеріями, вперше встановленими Феррар-Ебботтом у їхній публікації 1887 року. Перрін перераховує 590 чітких і значущих прочитань тексту не більшості в Євангелії від Івана, які ідентифікують F13, і стверджує у своїй дисертації, що перенесення PA від Івана до Луки є неадекватним критерієм для F13.
Кодекс 1709 зберігається в національному архіві в Тирані, Албанія ; в якому також зберігається близько 46 інших середньовічних грецьких рукописів Нового Завіту, більшість з яких залишалися незібраними та неопублікованими до 2008 року, коли їх сфотографувала команда з Центру вивчення рукописів Нового Завіту (Даллас, Техас). У прес-релізі CSNTM у березні 2008 року повідомлялося, що «один або два» з цих раніше невивчених рукописів також можуть належати до родини 13; у такому разі вони були б найпершими збереженими свідками цього тексту.
У 1924 році Бернетт Хіллман Стрітер запропонував класифікувати Сімейство 13 як одну з гілок окремого кесарівського типу тексту, що відрізняється низкою загальних аспектів від візантійського, західного та александрійського типів тексту, які тоді були встановлені. Цю точку зору підтримують деякі, але не всі наступні вчені.

## Помітні читання
Матвій 1:16
ω μνηστευθεισα παρθενος Μαριαμ εγεννησεν Ιησουν τον λεγομενον χριστον (з яким була заручена Діва Марія, породив Ісуса, що зветься Христос) — ƒ 13 Θ
Матвій 27:35
τα imatia μου εαυτοις, και επι τον imathismon μου ebαlon κληρον — ƒ 13 Δ Θ 0250 ƒ 1 537. 1424.
Марка 9:41
επι τω ονοματι μου (на моє ім'я) — ƒ 13 1344. 𝑙 44 мг сир пал
εν ονοματι (в імені) — א c A B C* K L Π Ψ ƒ 1 892. Пешітта
εν τω ονοματι μου (на моє ім'я) — D Δ Θ 28 565 700 1009. 1216. 1242. 2174. 𝑙10 𝑙32 𝑙185 𝑙313 𝑙950 𝑙1231 𝑙1579 мг 𝑙1599 мг
εν ονοματι μου (від мого імені) — א* C 3 W X Π 2 1010. 1195. 1230. 1253. 1365. 1646. 2148. 𝔐 Лект
Луки 11:4
καὶ μὴ εἰσενέγκῃς ἡμᾶς εἰς πειρασμοί (і нехай ми не піддамося спокусі) — 1346.
Івана 8:7
αναβλεψας — ƒ 13 U Λ 700 1424, мг
Іван 12:5
διακοσιων — ƒ 13 579. 1424.
Іван 15:16
τουτο ποιησω, ινα δοξασθη ο πατηρ εν τω υιω (це Я зроблю, щоб Отець був прославлений Сином) — ƒ13